# Villa Karcherallee 11 (Dresden)

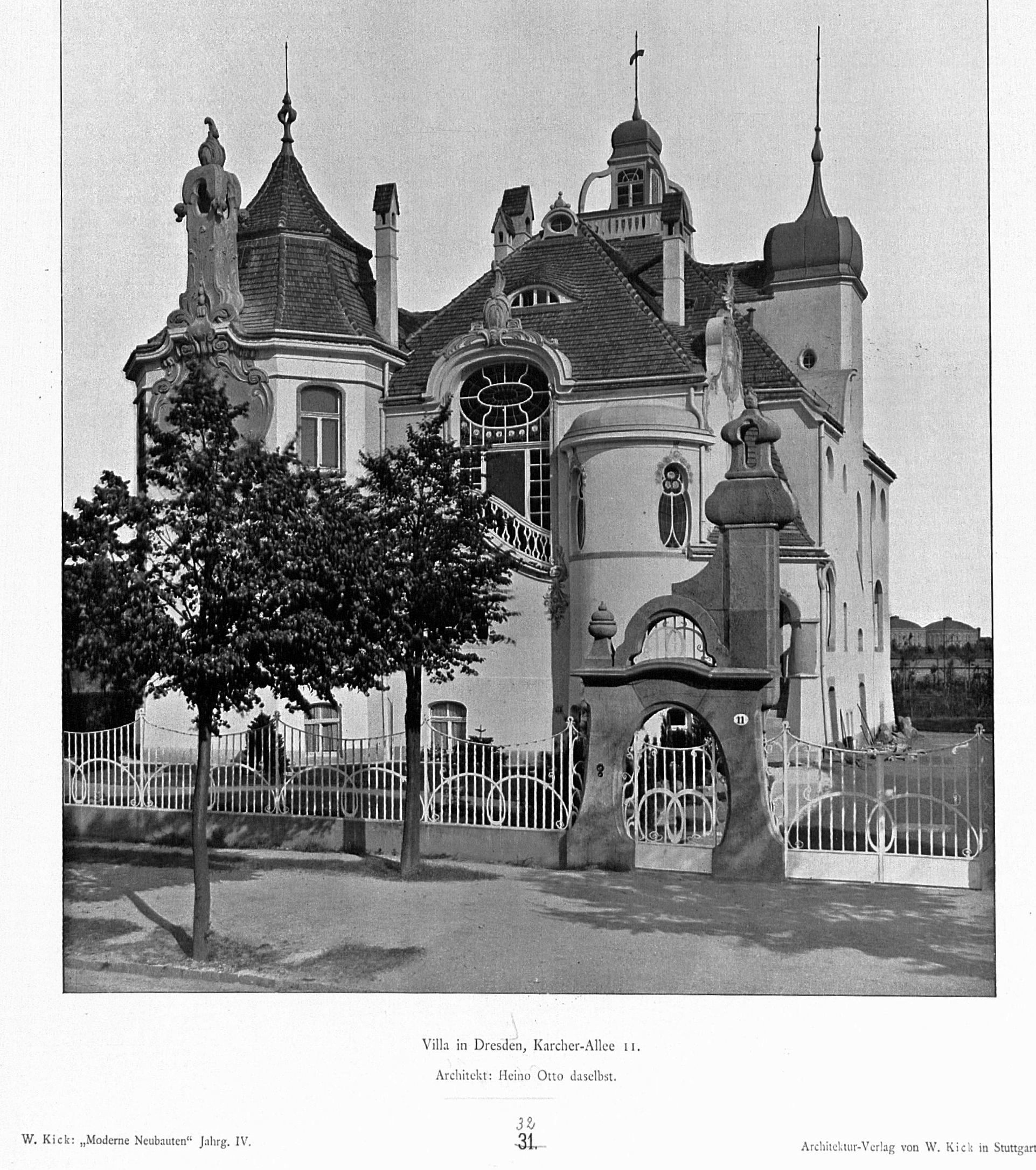
Villa Karcherallee 11 in Dresden

Die Villa Karcherallee 11  in Dresden wurde um 1900 als Wohnhaus für den Stabsarzt a. D. Emil Robert Roesch nach Plänen des Architekten Heino Otto gebaut und 1944 zerstört. 
Der Bildhauer Hugo Hahn schuf den plastischen Schmuck am Haus. Es war neben der Villa an der Comeniusstraße 16 und an der Stübelallee 21 eines der Beispiele für die Jugendstilbauten Heino Ottos im Jahre 1900.
Das Grundstück wurde beräumt und ist heute Teil eines Komplexes von Einzelgaragen.